# 扎克·雷利
扎克·雷利（英語：Zach Railey，1984年5月9日—），美国男子帆船运动员。他曾代表美国参加2008年和2012年夏季奥林匹克运动会帆船比赛，其中2008年夏季奥运会获得一枚银牌。